# Kirikou
Pour les articles homonymes, voir Kirikou (homonymie).
Kirikou  est un personnage de fiction créé par le réalisateur français Michel Ocelot dans le long métrage d'animation Kirikou et la Sorcière (1998). Kirikou est un enfant vivant dans un village africain imaginaire. D'une taille minuscule, tout nu et très rapide, il se distingue par sa bonté et sa grande intelligence qui lui permettent d'apporter toutes sortes de bienfaits aux habitants de son village.

## Œuvres où apparaît Kirikou

### Longs métrages d'animation
- Kirikou et la Sorcière (1998)
- Kirikou et les Bêtes sauvages (2005)
- Kirikou et les Hommes et les Femmes (2012). Les graphismes conservent l'esthétique 2D des précédents films, mais le long métrage a recours à la technologie de la 3D relief pour donner de la profondeur aux scènes multiplans[2]. Ce troisième long métrage dérive d'un projet de six courts métrages mettant en scène Kirikou, écrits par Michel Ocelot, qui étaient prévus à l'origine pour une diffusion sur France Télévisions[3].

Un documentaire sorti directement en DVD a été également réalisé, incluant des séquences d'animation où apparaît Kirikou : Kirikou découvre les animaux d'Afrique (2007).

### Autres supports

#### Livres
- Kirikou et la Sorcière
- Kirikou et les bêtes sauvages
- Kirikou et la hyène noire
- Kirikou et le Buffle aux cornes d'or
- Kirikou et la girafe  (ISBN 2-7459-1961-X)
- Kirikou et le fétiche égaré  (ISBN 2-7459-1962-8)
- Kirikou et le collier de la discorde
- Kirikou et le pot de lait ensorcelé
- Kirikou et le feu de la brousse
- Kirikou et le vieux pêcheur

#### Jeux vidéo
- Kirikou
- Kirikou et les Bêtes sauvages

#### Comédie musicale
- Kirikou et Karaba

#### Chansons
- 2002 : Kirikou de Youssou N'Dour
- 2016 : Kirikou de Black M

## Autour du personnage
L'auteur Michel Ocelot a permis le partenariat de son personnage avec certaines associations ou entreprises en accord avec l'esprit du film, entre autres :
- une maison de quartier du 17e arrondissement de Paris
- des puits à Madagascar[4]
- des chirurgiens français opérant au Niger
- une vente de poupées Kirikou au profit de l'UNICEF
- un chemin de brousse et un village comme nouveauté 2014 du parc animalier Planète sauvage[5]